# Paul Lefebvre (Geistlicher)
Paul Lefebvre (* 1907 in Tournai; † 26. März 1944 in Essen) war ein belgischer römisch-katholischer Geistlicher und Märtyrer.

## Leben
Paul Lefebvre entstammte einer Industriellenfamilie. Er besuchte Schulen und Seminare in Tournai und Vellereille-les-Brayeux (Estinnes) und wurde 1931 zum Priester geweiht. Er war Vikar in Rumes, Pfarrer in Howardries (Brunehaut) und schließlich Ökonom des Priesterhauses Sacré Coeur in Mesvin (Mons). Besonderes Engagement zeigte er für die in Belgien entstandene Christliche Arbeiterjugend (JOC).
Unter der deutschen Besatzung wurde er im März 1942 wegen Widerstandshandlungen verhaftet und kam über die Gefängnisse Mons und Aachen in das Zuchthaus Krümmede in Bochum. Im März 1944 wurde er nach Essen gebracht, um dort verurteilt zu werden. Im Rahmen der Luftangriffe auf das Ruhrgebiet starb er am 26. März 1944 bei der Bombardierung von Essen im Alter von 36 Jahren in seiner Zelle.